# María Eugenia Alegret
María Eugenia Alegret Burgués (Barcelona, 1956) es una jurista y magistrada española. Fue presidenta del Tribunal Superior de Justicia de Cataluña entre 2004 y 2010.

## Biografía
María Eugenia Alegret nació en Barcelona en 1956. Se licenció en Derecho por la Universidad de Barcelona en 1978. Accedió a la carrera judicial el 1980. Desde entonces, ha trabajado a Lorca, Fraga, Sant Feliu de Llobregat, Baracaldo, Tarrasa y Barcelona. Ha colaborado con el Ministerio de Justicia en el estudio de los anteproyectos de la Ley de Enjuiciamiento Civil (2000) y con el Observatorio de Derecho Civil Privado de Cataluña para la reforma del Código de Sucesiones en el año 2004.

## Tribunal Superior de Justicia de Cataluña
Después de asumir varios cargos, en 2004 fue nombrada presidenta del Tribunal Superior de Justicia de Cataluña (TSJC), en sustitución de Guillem Vidal Andreu. Alegret, miembro de la conservadora Asociación Profesional de la Magistratura (APM), fue la primera mujer que preside un Tribunal Superior. 
María Eugenia Alegret es una especialista en derecho civil con 24 años de experiencia en la carrera judicial, pues además de presidir una sala especializada en este ámbito del derecho. 

#### Matrimonio homosexual
En 2005, Alegret respaldó la decisión del juez de paz de Canet de Mar de no casar a dos homosexuales porque uno de ellos era de India, donde no se tenía este derecho. Finalmente, en BOE de 8 de agosto de 2006 se resolvió que dos personas del mismo sexo pueden celebrar matrimonio incluso si una de ellas es extranjera o, siendo ambas extranjeras, si son residentes en España, aunque la legislación de sus países de origen no reconozca este derecho.